# Харламов, Виктор Георгиевич
Виктор Георгиевич Харламов (укр. Віктор Георгійович Харламов; род. 30 мая 1952 года, Торез, Украина) — украинский политик, поэт, депутат, мастер спорта по борьбе.

## Биография
Родился 30 мая 1952 года в городе Чистяковое (с 1840 г. – Алексеево-Леоново, с 1868 до 1964 гг. – Чистяковое, с 1964 до 2016 гг.  –  Торез).
Отец – Георгий Ефимович, работал шахтером на шахте № 3 ГХК «Добропольеуголь», мать – Анна Прокофьевна – работала судебным исполнителем Добропольского народного суда Донецкой области.

## Образование
Высшее образование получил в Днепропетровском сельскохозяйственном институте, сейчас Днепропетровский государственный аграрно-экономический университет (ДГАЭУ), где с отличием получил квалификацию «Ученый-агроном». В 1974 году был рекомендован ученым Советом института к поступлению в аспирантуру: кафедра «Селекции и семеноводства». Научный руководитель аспиранта В. Г. Харламова – профессор ДСХІ – ДГЭУ И. А. Лукьяненко.
С 1995 г. учился в Харьковской Национальной Юридической Академии им. Ярослава Мудрого (с 04.12.2013 г. – НЮУ им. Ярослава Мудрого), получил (06.02.2006 г.) квалификацию юриста государственно-правовой специализации.
1974–1975 гг. проходил службу в рядах Советской Армии.

## Трудовая деятельность
1967 – 1968 гг. – рабочий Шахты 1-2 «Добропольеуголь» (с 1997 г.  –  Шахта "Алмазная" ООО "ДТЭК Добропольеуголь").
1975 – 1978 гг. – агроном колхоза «Радянська Україна»: село Славянка, Межевского района, Днепропетровской области.
С 1978 г.  – главный агроном совхоза им. Петровского: село Звёздное, Межевского района Днепропетровской области (площадь угодий – 19 979 га).
С 20 декабря 1985 г. – председатель колхоза «13-річчя Жовтня" Межевского района.
С 11 мая 1994 г. – Депутат Верховной Рады 2-го созыва. Член Комитета по вопросам правовой политики и судебно-правовой реформы. Автор норм Закона "Об аренде земли" (ст.19 об аренде земли сроком на 49 лет), и некоторых статей Законов: "О Конституционном Суде Украины", "О Кабинете Министров Украины".
Имеет благодарность Всемирного Конгресса Украинских Юристов за принятие, впервые в национальной истории Украины, Конституции Украины 28 июня 1996 г.
1995 год, август, – Республика Ливан, – в составе официальной Государственной делегации Украины, открывал Посольство Украины в республике Ливан (Бейрут).
До апреля 1998 г. – Член группы «Единство».
Проходил стажировку в США по курсу «Развитие управления в с/х», учился в Центре политического и дипломатического образования, Parliament of the United Kingdom of Great Britain and Northern Ireland; European Bank for Reconstruction and Development, EBRD; Лондон.
Получил Сертификаты – «Управление с/х производством в условиях перехода к рыночной системе управления» в Берлине, Венгрии.
С 22 мая по 6 июня учился в США / United States Congress, the Economics and Statistics Administration, ESA, world bank, Washington , US Agency for International Development DC USA, University of Kentucky.
1998 – 2010 гг. – Госрезерв ВРУ (кандидат на должность Главного консультанта Комитета по вопросам АПК).
2001 – 2008 гг. – Секретарь СДПУ (о) Межевского района.
1998 – 2018 гг. – Советник директора СООО «ЕДИНСТВО» , ООО «ВЕКТОР Х» по юридическим вопросам.
С 2010 г. – пенсионер (пенсия назначена за особые заслуги перед Украиной).

### Достижения
- Член Ассоциации выпускников Национального юридического университета имени Ярослава Мудрого.
- Государственный служащий первого ранга.
- Награждён орденом «Заслуженный работник сельского хозяйства Украины».
- Член Ассоциации народных депутатов Украины.
- Депутат Верховного Совета Украины 2-го созыва.
- Награждён медалью «10 лет Независимости Украины».
- Основатель ООО «ВЕКТОР Х», СТОВ «ЕДИНСТВО».
- Мастер спорта СССР по вольной борьбе, КМС по самбо и дзюдо, кандидат в Олимпийскую сборную СССР 1975 года.
- Член Национального союза журналистов Украины.
- Член Конгресса литераторов Украины и Всеукраинского союза писателей-маринистов.
- Открывал в составе государственной делегации Украины посольство Украины в Ливане. Руководитель государственной делегации Украины - Дёмин Олег.

## Творческая деятельность
Автор более 80 поэтических сборников, среди которых «Иконостас судьбы», «Бином», Нефертити», «Подснежники вдохновения», «Сольфеджио жизни» и «Биссектриса времени», «Избранное», «Политический гамбит», «Гипербола счастья», «Крымская осень», «К. Марло В. Шекспир Сонеты». Стихотворения и проза автора посвящены Украине, ее государственному становлению, и политическим особенностям настоящего и будущего Украины. Книги автора были приняты библиотеками Президента Российской Федерации, Верховной Рады Украины, знакомые читателям Польши, Канады, России, Ирландии.
В соавторстве с профессором. А. Лукьяненко (издательство «Луч» 1976 г.) – была издана книга «Культура картофеля в Степях Украины».
Посвящая одну из своих книг Братству Украины-Руси, Виктор Георгиевич пишет: «В политике пренебрежение слышат с национальным злом неудачников... Бог, Русь едина: не разрушат братства тенью на устах!».
Интересы – поэзия и живопись. 17 декабря 2011 года номинирован конкурсной комиссией портала «Стихи.ру» на премию «Поэт года». Новый 2015 год автор встретил с очередными достижениями в литературе. Общее количество выданных книг превысила 80 наименований (всего Харламову Виктору принадлежит более 15 тысяч стихов). В 2014 году издательство «Каштан» г. Донецк напечатало второй том «Избранных произведений» Виктора Георгиевича, в котором есть отдельные Сонеты В. Шекспира на русском и украинском языках. В 2017 году, МП "Леся", г. Киев напечатало книги Сонетов с двойным авторством – К. Марло В. Шекспира, потому что автор-переводчик  В. Харламов, еще до публикаций в журнале "Guardian" 2016 года, имел на это собственные юридические основания.
Перевел на русский и украинский языки все сонеты К. Марло и В. Шекспира (считая Кристофера Марло и еще 6 – 8 поэтов, среди которых была женщина – поэтесса графиня Сидни Рэтленд, соавторами Шекспира). В издательстве «Леся» (г. Киев) в 2015 году издана книга «Уильям Шекспир – Сонеты», а в 2017 году В. Г. Харламов публикует на украинском и русском языках книгу: «К. Марло В. Шекспир Сонеты».